# Cayo Eruciano Silón
Cayo o Gayo Eruciano Silón  fue un senador romano que desarrolló su carrera política a finales del siglo I y comienzos del siglo II bajo los imperios de Domiciano, Nerva y Trajano.

## Carrera política
Su único cargo conocido fue el de consul suffectus entre julio y septiembre de 110, bajo Trajano.